# پدر و پسر (فیلم)
پدر و پسر (انگلیسی: Father and Son) یک فیلم جنایی بریتانیای به کارگردانی مانتی بنکس است که در سال ۱۹۲۴ منتشر شد.

## بازیگران
- ادموند گون
- ازموند نایت
- جیمز فینلیسون
- رولاند کالور
- چارلز کارسون
- مارگارت یارد
- دفنی کورتنی
- او.بی. کلارنس